# Cadre-45/2-Europameisterschaft 1931

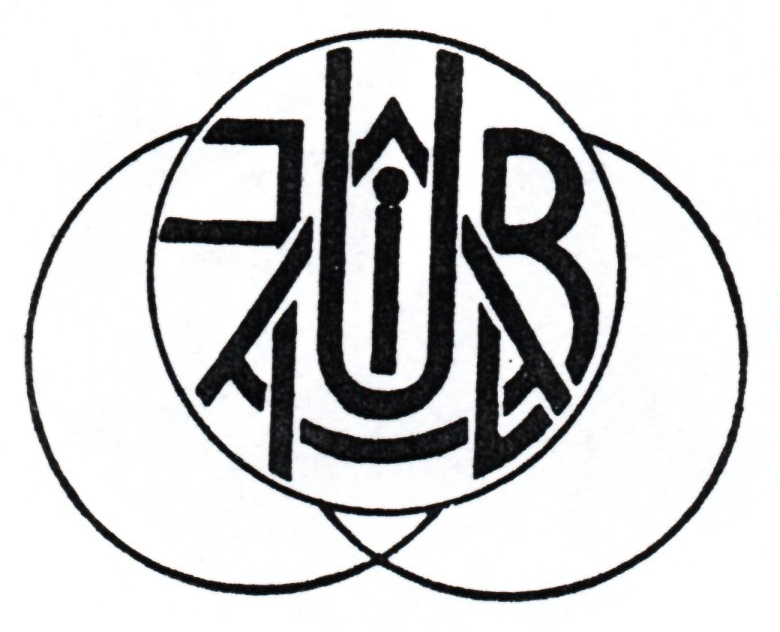
Logo UIFAB (ausrichtender Verband)

Veranstaltungsort: Den Haag

Die Cadre-45/2-Europameisterschaft 1931 war das 7. Turnier in dieser Disziplin des Karambolagebillards und fand vom 5. bis zum 8. Februar 1931 in Den Haag statt. Es war die sechste Cadre-45/2-Europameisterschaft in den Niederlanden.

## Geschichte
Seine Überlegenheit im Cadre 45/2 zeigte der Belgier Gustave van Belle eindrucksvoll bei dieser Europameisterschaft. Ungeschlagen holte er den Titel und verbesserte seinen eigenen Europarekord im Generaldurchschnitt (GD) auf 29,78. Zweiter wurde der erst 19-jährige Landsmann von van Belle, René Gabriëls, der sein erstes internationales Turnier bestritt. Dritter wurde wieder der Niederländer Jan Dommering. Seine erste Europameisterschaft beendete der Hamburger Ludwig Meyer auf dem fünften Platz.

## Turniermodus
Das ganze Turnier wurde im Round Robin System bis 400 Punkte gespielt. Im Gegensatz zu Weltmeisterschaften gab es bei Punktgleichheit am Ende keine Stichpartien, sondern der bessere Generaldurchschnitt entschied über die Platzierung.
Wertung:
1. MP = Matchpunkte
2. GD = Generaldurchschnitt
3. HS = Höchstserie

## Abschlusstabelle

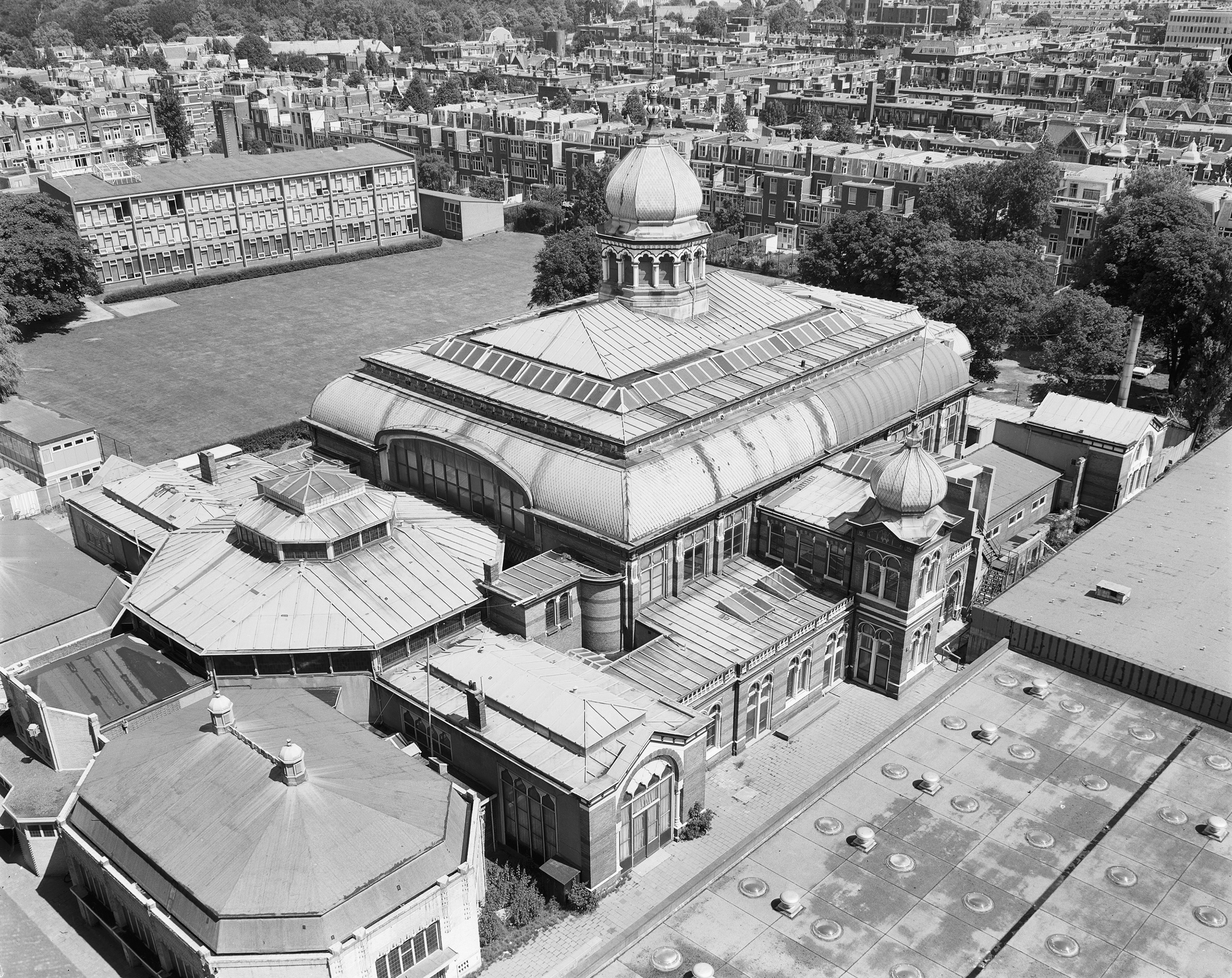
Dierentuin in Den Haag (1863–1943)

| MP    | Match Points (Sieger = 2; Unentschieden = 1; Verlierer = 0) |
| Pkte. | Erzielte Karambolagen                                       |
| Aufn. | Benötigte Versuche                                          |
| GD    | Generaldurchschnitt                                         |
| BED   | Bester Einzeldurchschnitt eines Spielers                    |
| HS    | Höchstserie                                                 |
|       | Bester GD des Turniers                                      |
|       | Bester ED des Turniers                                      |
|       | Beste HS des Turniers                                       |
|       | 1. Platz (Gold)                                             |
|       | 2. Platz (Silber)                                           |
|       | 3. Platz (Bronze)                                           |

| Platz                      | Name                | MP   | Pkte. | Aufn. | GD    | BED   | HS  |
| -------------------------- | ------------------- | ---- | ----- | ----- | ----- | ----- | --- |
| 1                          | Gustave van Belle   | 14:0 | 2800  | 94    | 29,78 | 44,44 | 178 |
| 2                          | René Gabriëls       | 10:4 | 2540  | 137   | 18,54 | 33,33 | 177 |
| 3                          | Jan Dommering       | 10:4 | 2544  | 183   | 13,90 | 19,04 | 131 |
| 4                          | Jean de Gasparin    | 8:6  | 2220  | 181   | 12,26 | 23,52 | 98  |
| 5                          | Ludwig Meyer        | 6:8  | 2527  | 150   | 16,84 | 22,22 | 130 |
| 6                          | Cornelius van Vliet | 6:8  | 2177  | 193   | 11,27 | 14,81 | 103 |
| 7                          | Alfredo Ferraz      | 2:12 | 1926  | 181   | 10,64 | 9,09  | 73  |
| 8                          | Hans Jenny          | 0:14 | 1182  | 187   | 6,32  | –     | 53  |
| Turnierdurchschnitt: 13,71 |                     |      |       |       |       |       |     |